# Bataille de Tofrek
Guerre des Mahdistes (1881-1899)
Batailles
- Aba
- El Obeid
- Première bataille d'El Teb
- Deuxième bataille d'El Teb
- Tamai
- Trinkitat
- El Eilafun
- Abu Klea
- Abu Kru
- Khartoum
- Kirbekan
- Hashin
- Tofrek
- Ginnis
- Metemma
- Toski
- Agordat
- Barca
- Tokar
- Serobeti
- Agordat
- Kassala
- Gulusit
- 1er Sebderat
- 2e Sebderat
- Mokram
- Tucruf
- Firkat
- Hafir
- Bedden
- Redjaf
- Abu Hamed
- Atbara
- Omdurman
- Fachoda
- Gedaref
- Roseires
- Umm Diwaykarat

La bataille de Tofrek est livrée le 22 mars 1885 pendant la guerre des Mahdistes au Soudan lors de l'expédition Suakin.

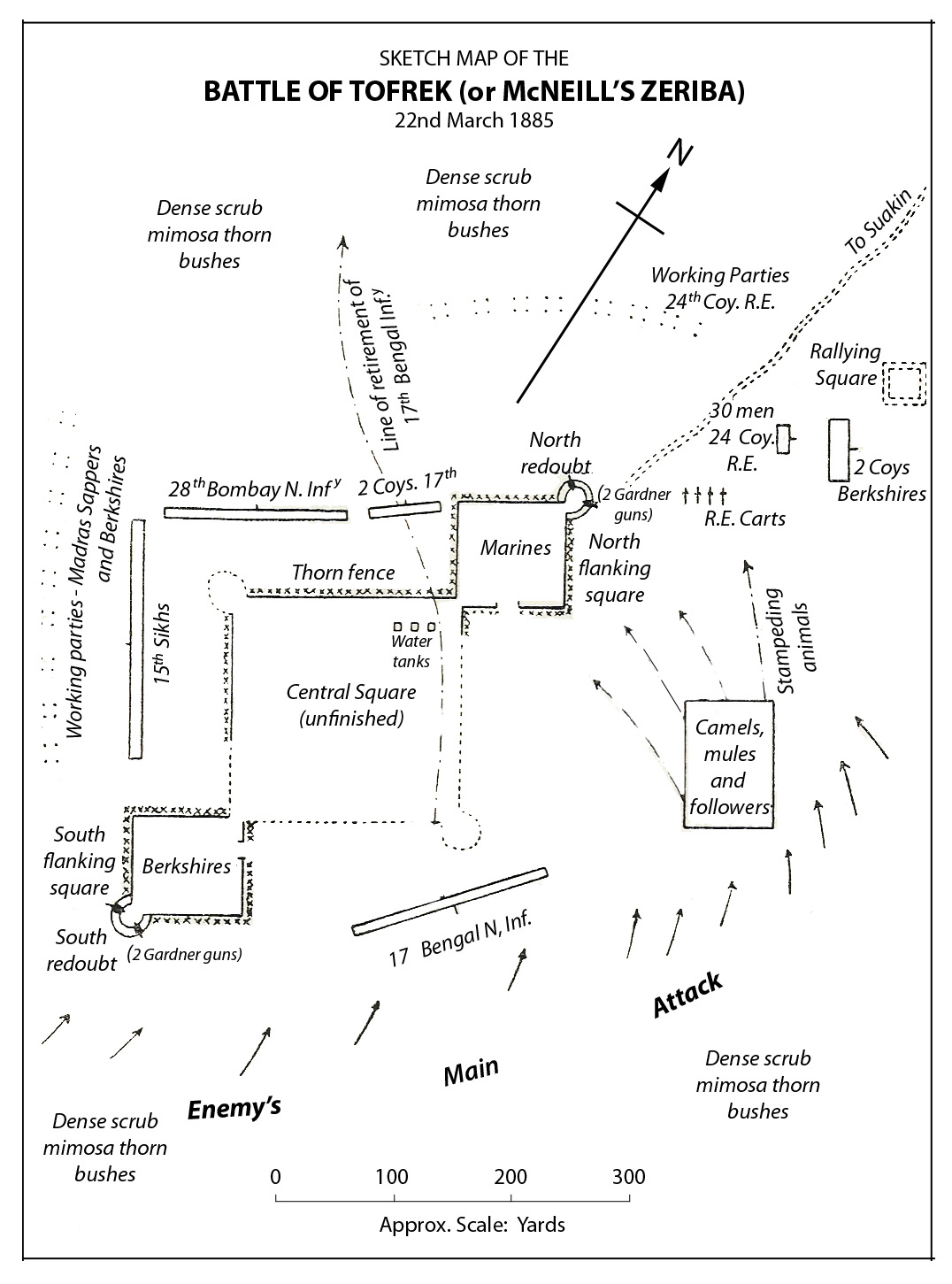
Disposition des unités britanniques lors de la bataille.

Une colonne britannique composée de trois bataillons de cipayes indiens et d'un bataillon et demi d'infanterie métropolitaine et de Royal Marines est attaquée par surprise, dans son campement fortifié, par 5 000 derviches. Un bataillon de cipayes est submergé par les assaillants et se débande mais les autres soutiennent le choc et repoussent les Mahdistes qui doivent se retirer avec de lourdes pertes.